# Baredi
Baredi (italien :  Barè) est une localité de la riviera slovène rattachée à la municipalité d'Izola, l'une des 211 villes slovènes qui ont le statut de municipalité.